# Coosan
Coosan ili kusan malena je porodica indijanskih jezika s područja oko zaljeva Coos na oregonskoj obali. Čini dio velike porodice penutskih jezika. Jedini član porodice je jezik Coos (kus), kojime su se služila plemena naroda Coos: Miluk i Hanis.

## Jezik
Coos (kus) [csz]

## Vanjske poveznice
- Ethnologue (14th)
- Ethnologue (15th)
- Kusan Family
- Coos  Arhivirana inačica izvorne stranice od 3. kolovoza 2003. (Wayback Machine)